# 다카라즈카 가극단 24기생
다카라즈카 가극단 24기생은 1934년에 다카라즈카 가극단에 입단하여, 1935년에 초무대를 밟은 90명을 가리킨다. 초무대 공연 연목은 호시구미 공연 「봄의 춤 (류우센비(流線美)」 또는 하나구미 공연 「아메리칸 랩소디」 「밝아가는 태평양」중 하나이다. 당시에는 다카라즈카 소녀가극단이다.

## 일람
입단 당시 성적순으로 정리되어있다. 쿠모이 치구사, 카가와 후유미, 키노카와 루리코의 초무대 공연 연목은 호시구미 공연 「봄의 춤 (류우센비(流線美)」이고, 우나지 하루카, 미하루 스즈코의 초무대 공연 연목은 하나구미 공연 「아메리칸 랩소디」이고, 시라하마 타에코의 초무대 공연은 「밝아가는 태평양」이다.
| 예명              | 생일      | 출신지                         | 출신 학교                          | 예명의 유래                                                                              | 애칭                     | 역할 | 퇴단년도 | 비고 |
| ----------------- | --------- | ------------------------------ | ---------------------------------- | ---------------------------------------------------------------------------------------- | ------------------------ | ---- | -------- | --- |
| 四條あかね        | 1월 2일   | 도쿄도                         |                                    |                                                                                          |                          |      | 1938년   | 재단 중 사망 |
| 시죠 아카네       | 1월 2일   | 도쿄도                         |                                    |                                                                                          |                          |      | 1938년   | 재단 중 사망 |
| 楓茂美            | 4월 22일  | 오사카부 오사카시              |                                    |                                                                                          | 타마짱                   | 남역 | 1949년   | |
| 카에데 시게미     | 4월 22일  | 오사카부 오사카시              |                                    |                                                                                          | 타마짱                   | 남역 | 1949년   | |
| 深山路子          |           |                                |                                    |                                                                                          |                          |      | 1936년   | |
| 미야마 미치코     |           |                                |                                    |                                                                                          |                          |      | 1936년   | |
| 楠かほる          | 2월 22일  | 도쿄도 치요다구                | 도쿄부립제1고등여학교              | 향기가 나는 나무와 본명의 조합                                                           | 카호짱, 카호루짱         | 남역 | 1942년   | |
| 쿠스노키 카오루   | 2월 22일  | 도쿄도 치요다구                | 도쿄부립제1고등여학교              | 향기가 나는 나무와 본명의 조합                                                           | 카호짱, 카호루짱         | 남역 | 1942년   | |
| 碧川襄            | 1월 1일   | 도쿄도 츄오구                  |                                    |                                                                                          | 야치보-                  | 남역 | 1938년   | |
| 미도리카와 유즈루 | 1월 1일   | 도쿄도 츄오구                  |                                    |                                                                                          | 야치보-                  | 남역 | 1938년   | |
| 桃瀬加寿子        | 6월 9일   | 오사카부                       |                                    |                                                                                          |                          |      | 1940년   | |
| 모모세 카즈코     | 6월 9일   | 오사카부                       |                                    |                                                                                          |                          |      | 1940년   | |
| 天城月江          | 7월 29일  | 시즈오카현 하마마츠시          | 원성교(元城校)                     | 천성산 달이 호수에 비친 풍경에서 할아버지가 명명                                         | 스로짱                   | 남역 | 1978년   | 일본무용 하나야기 로쿠츠키에 (花柳禄月江) 1950년 - 1951년 유키구미 조장 1953년 - 1968년 호시구미 조장 일본무용교사                                                                     |
| 아마기 츠키에     | 7월 29일  | 시즈오카현 하마마츠시          | 원성교(元城校)                     | 천성산 달이 호수에 비친 풍경에서 할아버지가 명명                                         | 스로짱                   | 남역 | 1978년   | 일본무용 하나야기 로쿠츠키에 (花柳禄月江) 1950년 - 1951년 유키구미 조장 1953년 - 1968년 호시구미 조장 일본무용교사                                                                     |
| 夕影ほのか        |           |                                |                                    |                                                                                          |                          |      | 1936년   | |
| 유우카게 호노카   |           |                                |                                    |                                                                                          |                          |      | 1936년   | |
| 水木しのぶ        | 7월 6일   | 도쿄도                         |                                    |                                                                                          |                          |      | 1939년   | |
| 미즈키 시노부     | 7월 6일   | 도쿄도                         |                                    |                                                                                          |                          |      | 1939년   | |
| 暁美星            | 7월 28일  | 효고현 고베시                  |                                    |                                                                                          |                          |      | 1940년   | |
| 아카츠키 미호시   | 7월 28일  | 효고현 고베시                  |                                    |                                                                                          |                          |      | 1940년   | |
| 狩衣時雨          | 9월 18일  | 미국 로스앤젤레스              | 텐노지고등여학교                   | 부모님이 고안                                                                            | 삿짱                     | 남역 | 1940년   | |
| 카리기누 시구레   | 9월 18일  | 미국 로스앤젤레스              | 텐노지고등여학교                   | 부모님이 고안                                                                            | 삿짱                     | 남역 | 1940년   | |
| 三日月美夜子      |           | 교토부                         |                                    |                                                                                          |                          |      | 1937년   | 가수 이케 마리코 (池真理子) |
| 미카즈키 미야코   |           | 교토부                         |                                    |                                                                                          |                          |      | 1937년   | 가수 이케 마리코 (池真理子) |
| 厳島美津子        | 1월 19일  | 시마네현                       |                                    |                                                                                          |                          |      | 1938년   | |
| 이와시마 미츠코   | 1월 19일  | 시마네현                       |                                    |                                                                                          |                          |      | 1938년   | |
| 白鳥陽子          |           |                                |                                    |                                                                                          |                          |      | 1936년   | |
| 시라토리 요코     |           |                                |                                    |                                                                                          |                          |      | 1936년   | |
| 光村恭子          | 2월 22일  | 대한민국 서울시                |                                    |                                                                                          |                          |      | 1938년   | |
| 미츠무라 쿄코     | 2월 22일  | 대한민국 서울시                |                                    |                                                                                          |                          |      | 1938년   | |
| 城玲子            | 2월 1일   | 카나가와현 요코하마시          |                                    |                                                                                          |                          |      | 1938년   | |
| 죠 레이코         | 2월 1일   | 카나가와현 요코하마시          |                                    |                                                                                          |                          |      | 1938년   | |
| 琴路幾重          | 3월 3일   | 효고현 고베시                  |                                    |                                                                                          |                          |      | 1939년   | |
| 코토지 이쿠에     | 3월 3일   | 효고현 고베시                  |                                    |                                                                                          |                          |      | 1939년   | |
| 乙女松子          | 9월 28일  | 오사카부 히가시오사카시        |                                    |                                                                                          |                          |      | 1941년   | 남편 하라 켄사쿠 딸 배우 마츠바라 치아키 손녀 모델 마츠바라 스미레 |
| 오토메 마츠코     | 9월 28일  | 오사카부 히가시오사카시        |                                    |                                                                                          |                          |      | 1941년   | 남편 하라 켄사쿠 딸 배우 마츠바라 치아키 손녀 모델 마츠바라 스미레 |
| 三芳野衣子        |           |                                |                                    |                                                                                          |                          |      | 1944년   | |
| 미요시노 키누코   |           |                                |                                    |                                                                                          |                          |      | 1944년   | |
| 藤戸しをり        | 10월 20일 | 오카야마현                     |                                    |                                                                                          |                          |      | 1940년   | |
| 후지토 시오리     | 10월 20일 | 오카야마현                     |                                    |                                                                                          |                          |      | 1940년   | |
| 里川あきつ        |           |                                |                                    |                                                                                          |                          |      | 1937년   | |
| 사토카와 아키츠   |           |                                |                                    |                                                                                          |                          |      | 1937년   | |
| 大越とほる        |           |                                |                                    |                                                                                          |                          |      | 1937년   | |
| 오오코에 토호루   |           |                                |                                    |                                                                                          |                          |      | 1937년   | |
| 川瀬ふじの        | 7월 10일  | 교토부                         |                                    |                                                                                          |                          |      | 1941년   | |
| 카와세 후지노     | 7월 10일  | 교토부                         |                                    |                                                                                          |                          |      | 1941년   | |
| 桃井京子          | 1월 2일   | 교토부 교토시                  |                                    |                                                                                          |                          |      | 1938년   | |
| 모모이 쿄코       | 1월 2일   | 교토부 교토시                  |                                    |                                                                                          |                          |      | 1938년   | |
| 櫻路紅美          |           |                                |                                    |                                                                                          |                          |      | 1936년   | |
| 사쿠라지 에미     |           |                                |                                    |                                                                                          |                          |      | 1936년   | |
| 香川冬美          | 3월 8일   | 도쿄도                         | 짓센여학교                         |                                                                                          |                          | 남역 | 1941년   | |
| 카가와 후유미     | 3월 8일   | 도쿄도                         | 짓센여학교                         |                                                                                          |                          | 남역 | 1941년   | |
| 蒼海千尋          | 5월 17일  | 오사카부                       |                                    |                                                                                          |                          |      | 1940년   | |
| 아오우미 치히로   | 5월 17일  | 오사카부                       |                                    |                                                                                          |                          |      | 1940년   | |
| 春川ますみ        | 8월 19일  | 미야기현 토메시                |                                    |                                                                                          | 냥코                     | 여역 | 1939년   | |
| 하루카와 마스미   | 8월 19일  | 미야기현 토메시                |                                    |                                                                                          | 냥코                     | 여역 | 1939년   | |
| 櫻戸春子          | 9월 12일  | 중화인민공화국 산둥성 칭다오시 | 오사카시립오기마치고등여학교       |                                                                                          | 사코짱, 사코하치, 사코양 |      | 1939년   | |
| 사쿠라도 하루코   | 9월 12일  | 중화인민공화국 산둥성 칭다오시 | 오사카시립오기마치고등여학교       |                                                                                          | 사코짱, 사코하치, 사코양 |      | 1939년   | |
| 鳳芙蓉            | 7월 19일  | 중화인민공화국 다롄시          |                                    |                                                                                          | 카미무라상               |      | 1944년   | |
| 오오토리 후요     | 7월 19일  | 중화인민공화국 다롄시          |                                    |                                                                                          | 카미무라상               |      | 1944년   | |
| 海路はるか        | 3월 19일  | 히로시마현                     |                                    |                                                                                          |                          |      | 1939년   | |
| 우나지 하루카     | 3월 19일  | 히로시마현                     |                                    |                                                                                          |                          |      | 1939년   | |
| 司百合奈          | 10월 7일  | 도쿄도                         | 쵸후고등여학교                     | 친언니가 명명                                                                            | 카즈짱                   | 여역 | 1943년   | 동생 미도리시마 나미 (27) |
| 츠카사 유리나     | 10월 7일  | 도쿄도                         | 쵸후고등여학교                     | 친언니가 명명                                                                            | 카즈짱                   | 여역 | 1943년   | 동생 미도리시마 나미 (27) |
| 熱田美彌子        | 4월 21일  | 도쿄도                         |                                    |                                                                                          |                          |      | 1938년   | |
| 아츠타 미야코     | 4월 21일  | 도쿄도                         |                                    |                                                                                          |                          |      | 1938년   | |
| 春日千鶴子        | 4월 30일  | 도쿄도                         |                                    |                                                                                          | 카츠코짱                 |      | 1941년   | 남편 연극평론가 오자키 히로츠구 |
| 카스가 치즈코     | 4월 30일  | 도쿄도                         |                                    |                                                                                          | 카츠코짱                 |      | 1941년   | 남편 연극평론가 오자키 히로츠구 |
| 鳴海さと江        |           |                                |                                    |                                                                                          |                          |      | 1937년   | |
| 나루미 사토에     |           |                                |                                    |                                                                                          |                          |      | 1937년   | |
| 大津明子          |           |                                |                                    |                                                                                          |                          |      | 1935년   | |
| 오오츠 아키코     |           |                                |                                    |                                                                                          |                          |      | 1935년   | |
| 八洲千代子        | 10월 24일 | 아이치현 나고야시              |                                    |                                                                                          |                          |      | 1940년   | |
| 야시마 치요코     | 10월 24일 | 아이치현 나고야시              |                                    |                                                                                          |                          |      | 1940년   | |
| 小波真帆子        | 6월 16일  | 오사카부 오사카시              |                                    |                                                                                          |                          |      | 1940년   | 무라마츠 미도리 (村松緑)로 개명 |
| 사자나미 마호코   | 6월 16일  | 오사카부 오사카시              |                                    |                                                                                          |                          |      | 1940년   | 무라마츠 미도리 (村松緑)로 개명 |
| 大泉うた子        | 3월 15일  | 히로시마현                     |                                    |                                                                                          | 무라치상                 |      | 1940년   | |
| 오오이즈미 우타코 | 3월 15일  | 히로시마현                     |                                    |                                                                                          | 무라치상                 |      | 1940년   | |
| 鶴萬亀子          | 3월 30일  | 와카야마현신구시               | 텐노지제4진조소학교                |                                                                                          | 마코짱                   | 둘다 | 1945년   | |
| 츠루 마키코       | 3월 30일  | 와카야마현신구시               | 텐노지제4진조소학교                |                                                                                          | 마코짱                   | 둘다 | 1945년   | |
| 川畑敬子          |           |                                |                                    |                                                                                          |                          |      | 1939년   | |
| 카와바타 케이코   |           |                                |                                    |                                                                                          |                          |      | 1939년   | |
| 萩露子            | 9월 23일  | 조선민주주의인민공화국 평양시  |                                    |                                                                                          |                          |      | 1944년   | |
| 하기 츠유코       | 9월 23일  | 조선민주주의인민공화국 평양시  |                                    |                                                                                          |                          |      | 1944년   | |
| 春路みちか        | 2월 11일  | 교토부                         |                                    |                                                                                          |                          |      | 1940년   | |
| 하루지 미치카     | 2월 11일  | 교토부                         |                                    |                                                                                          |                          |      | 1940년   | |
| 呉羽あや子        | 1월 16일  | 교토부                         |                                    |                                                                                          |                          |      | 1939년   | |
| 쿠레하 아야코     | 1월 16일  | 교토부                         |                                    |                                                                                          |                          |      | 1939년   | |
| 櫻丘千紗子        | 3월 25일  | 도쿄도 미나토구                | 남산소학교                         | 츠다 슈우키치가 명명                                                                     | 하루짱                   | 여역 | 1939년   | |
| 사쿠라오카 치사코 | 3월 25일  | 도쿄도 미나토구                | 남산소학교                         | 츠다 슈우키치가 명명                                                                     | 하루짱                   | 여역 | 1939년   | |
| 月瀬梅香          | 1월 3일   | 효고현 고베시                  |                                    |                                                                                          |                          |      | 1940년   | |
| 츠키가세 우메카   | 1월 3일   | 효고현 고베시                  |                                    |                                                                                          |                          |      | 1940년   | |
| 白濱妙子          | 9월 2일   | 오사카부 오사카시              | 오사카시립호리에진조고등소학교     | 친오빠가 명명                                                                            | 오스에                   |      | 1939년   | |
| 시라하마 타에코   | 9월 2일   | 오사카부 오사카시              | 오사카시립호리에진조고등소학교     | 친오빠가 명명                                                                            | 오스에                   |      | 1939년   | |
| 比良雪子          |           |                                |                                    |                                                                                          |                          |      | 1938년   | |
| 히라 유키코       |           |                                |                                    |                                                                                          |                          |      | 1938년   | |
| 花木ほまれ        | 7월 1일   | 돗토리현                       |                                    |                                                                                          |                          |      | 1945년   | |
| 하나키 호마레     | 7월 1일   | 돗토리현                       |                                    |                                                                                          |                          |      | 1945년   | |
| 千秋みづほ        |           | 아키타현                       |                                    |                                                                                          |                          |      | 1940년   | |
| 치아키 미즈호     |           | 아키타현                       |                                    |                                                                                          |                          |      | 1940년   | |
| 富士城いづみ      | 7월 11일  | 도쿄도                         |                                    |                                                                                          |                          |      | 1938년   | |
| 후지시로 이즈미   | 7월 11일  | 도쿄도                         |                                    |                                                                                          |                          |      | 1938년   | |
| 美保不二子        | 1월 23일  | 효고현 고베시                  |                                    |                                                                                          |                          |      | 1944년   | |
| 미호 후지코       | 1월 23일  | 효고현 고베시                  |                                    |                                                                                          |                          |      | 1944년   | |
| 夕月凉子          | 1월 28일  | 아이치현 나고야시              |                                    |                                                                                          | 아케코, 아케짱           |      | 1944년   | |
| 유우즈키 료코     | 1월 28일  | 아이치현 나고야시              |                                    |                                                                                          | 아케코, 아케짱           |      | 1944년   | |
| 千尋珊瑚          | 10월 30일 | 교토부                         |                                    |                                                                                          |                          |      | 1939년   | 딸 코다이 유메코 (46) |
| 치히로 산고       | 10월 30일 | 교토부                         |                                    |                                                                                          |                          |      | 1939년   | 딸 코다이 유메코 (46) |
| 葉月文代          |           |                                |                                    |                                                                                          |                          |      | 1937년   | |
| 하즈키 후미요     |           |                                |                                    |                                                                                          |                          |      | 1937년   | |
| 柳岡靜子          |           |                                |                                    |                                                                                          |                          |      | 1938년   | |
| 야나기오카 시즈코 |           |                                |                                    |                                                                                          |                          |      | 1938년   | |
| 春澤竹子          | 3월 30일  | 도쿄도 시부야구                |                                    |                                                                                          | 셋짱                     |      | 1941년   | 동생 키리노 미야코 (24) |
| 하루사와 타케코   | 3월 30일  | 도쿄도 시부야구                |                                    |                                                                                          | 셋짱                     |      | 1941년   | 동생 키리노 미야코 (24) |
| 美邦輝子          | 2월 15일  | 효고현 고베시                  |                                    |                                                                                          |                          |      | 1940년   | |
| 미쿠니 테루코     | 2월 15일  | 효고현 고베시                  |                                    |                                                                                          |                          |      | 1940년   | |
| 花山美絵子        |           |                                |                                    |                                                                                          |                          |      | 1937년   | |
| 하나야마 미에코   |           |                                |                                    |                                                                                          |                          |      | 1937년   | |
| 白妙菊子          |           |                                |                                    |                                                                                          |                          |      | 1940년   | |
| 시로타에 키쿠코   |           |                                |                                    |                                                                                          |                          |      | 1940년   | |
| 浦松芳子          |           |                                |                                    |                                                                                          |                          |      | 1936년   | |
| 우라마츠 요시코   |           |                                |                                    |                                                                                          |                          |      | 1936년   | |
| 紫苑藤子          | 3월 27일  | 와카야마현                     |                                    |                                                                                          |                          |      | 1938년   | |
| 시온 후지코       | 3월 27일  | 와카야마현                     |                                    |                                                                                          |                          |      | 1938년   | |
| 竹久水夜子        |           |                                |                                    |                                                                                          |                          |      | 1936년   | |
| 타케히사 미야코   |           |                                |                                    |                                                                                          |                          |      | 1936년   | |
| 由良野妙子        |           |                                |                                    |                                                                                          |                          |      | 1937년   | |
| 유라노 타에코     |           |                                |                                    |                                                                                          |                          |      | 1937년   | |
| 宮小路康子        | 11월 7일  | 도쿄도 시부야구                |                                    |                                                                                          |                          |      | 1941년   | |
| 미야코우지 야스코 | 11월 7일  | 도쿄도 시부야구                |                                    |                                                                                          |                          |      | 1941년   | |
| 穂高のぼる        | 10월 14일 | 야마구치현 시모노세키시        | 요코하마에이와여학교               |                                                                                          | 쿠미짱                   | 여역 | 1941년   | |
| 호다카 노보루     | 10월 14일 | 야마구치현 시모노세키시        | 요코하마에이와여학교               |                                                                                          | 쿠미짱                   | 여역 | 1941년   | |
| 池邊鶴子          |           |                                | 바이카고등여학교                   | 1935년 (쇼와 10년) 우타카이하지메 회시의 칙제 「이케나베 학」에서 코바야시 이치조가 명명 |                          |      | 1938년   | 언니 아마츠 오토메 (7·8) 언니 쿠모노 카요코 (11) |
| 이케베 츠루코     |           |                                | 바이카고등여학교                   | 1935년 (쇼와 10년) 우타카이하지메 회시의 칙제 「이케나베 학」에서 코바야시 이치조가 명명 |                          |      | 1938년   | 언니 아마츠 오토메 (7·8) 언니 쿠모노 카요코 (11) |
| 岸野千重子        | 12월 25일 | 오사카부 오사카시              |                                    |                                                                                          | 오신짱                   |      | 1939년   | |
| 키시노 치에코     | 12월 25일 | 오사카부 오사카시              |                                    |                                                                                          | 오신짱                   |      | 1939년   | |
| 美船園子          | 7월 23일  | 후쿠오카현 키타큐슈시 모지구   |                                    |                                                                                          |                          |      | 1941년   | |
| 미후네 소노코     | 7월 23일  | 후쿠오카현 키타큐슈시 모지구   |                                    |                                                                                          |                          |      | 1941년   | |
| 鈴川奈津子        | 3월 30일  | 교토부 후쿠치야마시            |                                    |                                                                                          |                          |      | 1938년   | |
| 스즈카와 나츠코   | 3월 30일  | 교토부 후쿠치야마시            |                                    |                                                                                          |                          |      | 1938년   | |
| 秋みのる          |           |                                |                                    |                                                                                          |                          |      | 1937년   | |
| 아키 미노루       |           |                                |                                    |                                                                                          |                          |      | 1937년   | |
| 松帆浦子          | 3월 31일  | 효고현                         |                                    |                                                                                          |                          |      | 1949년   | |
| 마츠호 우라코     | 3월 31일  | 효고현                         |                                    |                                                                                          |                          |      | 1949년   | |
| 春美蝶子          |           |                                |                                    |                                                                                          |                          |      | 1940년   | |
| 하루미 쵸코       |           |                                |                                    |                                                                                          |                          |      | 1940년   | |
| 牧笛しらべ        | 11월 18일 | 카나가와현 요코하마시          | 요코하마소학교                     |                                                                                          |                          | 여역 | 1940년   | |
| 마키부에 시라베   | 11월 18일 | 카나가와현 요코하마시          | 요코하마소학교                     |                                                                                          |                          | 여역 | 1940년   | |
| 紀川瑠璃子        | 1월 15일  | 오사카부                       | 오사카시타나베진조소학교           |                                                                                          | 완짱                     |      | 1940년   | 친언니 미마스 아이코 형부 카와구치 마츠타로 동생 미야기 히데코 (27) 남조카 카와구치 히로시 남조카 카와구치 히사시 남조카 카와구치 아츠시 여조카 카와구치 아키라 조카손녀 노조에 히토미 |
| 키노카와 루리코   | 1월 15일  | 오사카부                       | 오사카시타나베진조소학교           |                                                                                          | 완짱                     |      | 1940년   | 친언니 미마스 아이코 형부 카와구치 마츠타로 동생 미야기 히데코 (27) 남조카 카와구치 히로시 남조카 카와구치 히사시 남조카 카와구치 아츠시 여조카 카와구치 아키라 조카손녀 노조에 히토미 |
| 富士晴子          | 1월 10일  | 오사카부 오사카시              |                                    |                                                                                          |                          |      | 1939년   | |
| 후지 하루코       | 1월 10일  | 오사카부 오사카시              |                                    |                                                                                          |                          |      | 1939년   | |
| 霧野都            | 2월 7일   | 도쿄도 시부야구                |                                    |                                                                                          | 쿄우짱, 쿄코             | 여역 | 1941년   | 언니 하루사와 타케코 (24) |
| 키리노 미야코     | 2월 7일   | 도쿄도 시부야구                |                                    |                                                                                          | 쿄우짱, 쿄코             | 여역 | 1941년   | 언니 하루사와 타케코 (24) |
| 摩耶浦子          |           |                                |                                    |                                                                                          |                          |      | 1936년   | |
| 마야 우라코       |           |                                |                                    |                                                                                          |                          |      | 1936년   | |
| 雲井千草          | 9월 19일  | 오사카부                       |                                    |                                                                                          | 욧짱                     |      | 1944년   | 언니 사요 후쿠요 (11) 사촌 아이노 유카리 (25) |
| 쿠모이 치구사     | 9월 19일  | 오사카부                       |                                    |                                                                                          | 욧짱                     |      | 1944년   | 언니 사요 후쿠요 (11) 사촌 아이노 유카리 (25) |
| 花之也多鶴        | 5월 12일  | 중화인민공화국 상하이시        |                                    |                                                                                          | 치비공                   | 여역 | 1938년   | |
| 하나노야 타즈루   | 5월 12일  | 중화인민공화국 상하이시        |                                    |                                                                                          | 치비공                   | 여역 | 1938년   | |
| 深草さゆり        | 5월 5일   | 카나가와현 요코하마시          |                                    |                                                                                          |                          |      | 1941년   | |
| 후카쿠사 사유리   | 5월 5일   | 카나가와현 요코하마시          |                                    |                                                                                          |                          |      | 1941년   | |
| 杉早苗            |           |                                |                                    |                                                                                          |                          |      | 1937년   | |
| 스기 사나에       |           |                                |                                    |                                                                                          |                          |      | 1937년   | |
| 唐糸三重子        |           |                                |                                    |                                                                                          |                          |      | 1936년   | |
| 카라이토 미에코   |           |                                |                                    |                                                                                          |                          |      | 1936년   | |
| 美春すゞ子        | 7월 18일  | 효고현 고베시                  | 우오자키쵸립우오자키진조고등소학교 |                                                                                          | 분짱                     | 여역 | 1945년   | |
| 미하루 스즈코     | 7월 18일  | 효고현 고베시                  | 우오자키쵸립우오자키진조고등소학교 |                                                                                          | 분짱                     | 여역 | 1945년   | |
| 曙鞠子            | 1월 9일   | 대한민국 부산시                |                                    |                                                                                          |                          |      | 1938년   | |
| 아케보노 마리코   | 1월 9일   | 대한민국 부산시                |                                    |                                                                                          |                          |      | 1938년   | |
| 秋草葉子          | 1월 31일  | 오사카부 미노오시              |                                    |                                                                                          |                          |      | 1940년   | |
| 아키쿠사 요코     | 1월 31일  | 오사카부 미노오시              |                                    |                                                                                          |                          |      | 1940년   | |
| 雅御門愛子        | 2월 13일  | 오사카부 이케다시              |                                    |                                                                                          | 마부치상                 |      | 1950년   | 마사미 아이코 (雅美愛子)로 개명. 딸 유리 카오루 (65) |
| 마사미카도 아이코 | 2월 13일  | 오사카부 이케다시              |                                    |                                                                                          | 마부치상                 |      | 1950년   | 마사미 아이코 (雅美愛子)로 개명. 딸 유리 카오루 (65) |
| 寶登茂子          | 9월 23일  | 히로시마현 후쿠야마시          |                                    |                                                                                          |                          | 여역 | 1944년   | 라틴 가수 타카라 토모코 (宝とも子) |
| 타카라 토모코     | 9월 23일  | 히로시마현 후쿠야마시          |                                    |                                                                                          |                          | 여역 | 1944년   | 라틴 가수 타카라 토모코 (宝とも子) |
| 曽我喜多子        |           |                                |                                    |                                                                                          |                          |      | 1937년   | |
| 소가 키타코       |           |                                |                                    |                                                                                          |                          |      | 1937년   | |
| 若園輝代          |           | 효고현 고베시                  | 오사카시이치오카제5진조소학교      | 아버지가 명명                                                                            | 히사짱                   |      | 1943년   | 개명 전에는 타키노네 히사코 (瀧乃音久子)・와카소노 테루코 (若園輝子) 언니 소노 미도리 (23)                                                                                             |
| 와카조노 테루요   |           | 효고현 고베시                  | 오사카시이치오카제5진조소학교      | 아버지가 명명                                                                            | 히사짱                   |      | 1943년   | 개명 전에는 타키노네 히사코 (瀧乃音久子)・와카소노 테루코 (若園輝子) 언니 소노 미도리 (23)                                                                                             |